# High Stakes (film, 1918)
Pour plus de détails, voir Fiche technique et Distribution.
High Stakes est un film américain réalisé par Arthur Hoyt, sorti en 1918.

## Synopsis
Ralph Stanning, un gentleman cambrioleur, est suspecté du vol de célèbres pierres précieuses dans un musée de Londres. Scotland Yard charge l'inspecteur Reginald Culvert de cette affaire, mais il n'arrive jamais à avoir assez de preuves pour accuser Stanning. Un jour ce dernier sauve une jeune femme nommée Marie de la noyade. Plus tard il l'épouse et ils se retirent dans un petit village en Angleterre. Ils y vivent tranquilles, ont un enfant, et Standing est si heureux qu'il abandonne son ancienne occupation pour gagner sa vie de façon honnête. Lorsque les perles de Lady Alice disparaissent, Culvert tend un piège à Standing et est sur le point de l'arrêter lorsque Lady Alice, embarrassée, lui apprend que les perles ont été retrouvées dans un trou du canapé. Culvert et ses hommes acceptent alors de laisser Standing en paix. 

## Fiche technique
- Titre original : High Stakes
- Réalisation : Arthur Hoyt
- Scénario : Alan James, d'après une nouvelle d'Andrew Soutar, adaptée par Julian Johnson
- Photographie : Elgin Lessley
- Société de production : Triangle Film Corporation
- Société de distribution : Triangle Distributing Corporation
- Pays d'origine :  États-Unis
- Langue originale : anglais
- Format : noir et blanc — 35 mm — 1,37:1 — Film muet
- Genre : Film policier
- Durée : 50 minutes (5 bobines)
- Dates de sortie :  États-Unis : 26 mai 1918
- Licence : Domaine public

## Distribution
- J. Barney Sherry : Ralph Stanning
- Jane Miller : Marie Stanning
- Harvey Clark : Inspecteur Reginald Culvert
- Ed Washington : Chakiff
- Myrtle Rishell : Lady Alice
- Ben Lewis : Clyde Harrison
- J.P. Wild : le concierge
- Richard Rosson : Jimmy
- Mae Giraci : l'enfant